# Абу Кариб Асад
Абу Кариб Асад е през периода 390 – 420 г. първият от няколкото поредни арабски царе на Химярит, конвертирали посредством прозелитизъм в юдаизъм.
Причината за това трябва да се търси в грандиозния сблъсък от края на античността между християнска Византия и Сасанидска Персия на зороастризма. Ценените индийски подправки на запад са доставяни в този период по търговските пътища на Арабия. Някои историци са на мнение, че преминаването към юдаизма в Химярит е средство, което пази жителите на Арабия към момента на приемането му от религиозно обвързване и с двата воюващи лагера. Същевременно простотата и философията на юдаизма стават привлекателна за езичниците на Арабия.
| Времеви показател на царуването на Абу Асад в историята на юдаизма |
| ------------------------------------------------------------------ |
| пари танаи амораи савораи гаони ришоним ахароним                   |